# SAIC Volkswagen
 (février 2018).
Si vous disposez d'ouvrages ou d'articles de référence ou si vous connaissez des sites web de qualité traitant du thème abordé ici, merci de compléter l'article en donnant les références utiles à sa vérifiabilité et en les liant à la section « Notes et références ».
SAIC Volkswagen est une coentreprise entre le constructeur automobile allemand VAG et le constructeur automobile chinois SAIC créée en mars 1985. Elle fabrique et distribue des modèles venant de Volkswagen ou Škoda.

## Ventes
En 2014, SAIC Volkswagen annonce avoir vendu près de 1,73 million de véhicules (Volkswagen et Škoda compris).